# Ulica Dąbska w Kole
Ulica Dąbska w Kole – jedna z głównych tras wylotowych z miasta, będąca jednocześnie fragmentem drogi wojewódzkiej nr 473 łączącej Koło z Dąbiem i Łaskiem. W całości położona jest na terenie osiedla Płaszczyzna.

## Rys historyczny
Już w dawnych czasach istniał trakt łączący Koło z Ziemią Łęczycką. Mógł on mieć podobny przebieg do dzisiejszej ulicy Dąbskiej. W późniejszych latach miasto miało już połączenie z Łodzią. Na początku XX wieku powstała droga przebiegająca przez Koło, Dąbie, Uniejów, Szadek do Łasku, a dalej w kierunku Częstochowy.
Od dwudziestolecia międzywojennego wzdłuż ulicy, do Dąbia, przebiegała linia kolejki wąskotorowej z Sompolna. W latach 1941–1943 była wykorzystywana jako transport więźniów – głównie Żydów – do obozu zagłady Kulmhof w Chełmnie nad Nerem. Tory został rozebrane w latach 60. XX wieku.
Na przełomie wieków, na skrzyżowaniu ulicy Dąbskiej i ul. Sienkiewicza zostało wybudowane pierwsze w Kole skrzyżowanie o ruchu okrężnym.

## Ulica dziś
Ulica Dąbska w granicach administracyjnych miasta Koła ma długość ponad 1 km i jest częścią drogi wojewódzkiej nr 473.
Rozpoczyna się od skrzyżowania z ruchem okrężnym – Rondo Henryka Sienkiewicza – z ul. Sienkiewicza i al. Jana Pawła II. Na 300. metrze krzyżuje się z ul. Zapolskiej. Dalej ulica Dąbska krzyżuje się jeszcze z ul. Skłodowskiej-Curie oraz ul. Cegielnianą i dobiega do obwodnicy miasta – ul. Rawity-Witanowskiego, będącej fragmentem drogi krajowej nr 92. Dalej przez miejscowość Powiercie-Kolonia prowadzi do Dąbia, Uniejowa i Łasku.
Przy ulicy Dąbskiej mieści się obecnie jeden z gmachów Urzędu Miejskiego oraz siedziba Straży Miejskiej i Miejski Ośrodek Profilaktyki i Pomocy Rodzinie.
Administracyjnie mieszkańcy ulicy Dąbskiej przynależą do rzymskokatolickiej parafii Świętego Bogumiła, a mieszkający po wschodniej stronie obwodnicy miasta - do parafii Błogosławionych 108 Męczenników w Powierciu.